# Thyreodon fernaldi
Thyreodon fernaldi är en stekelart som beskrevs av Hooker 1912. Thyreodon fernaldi ingår i släktet Thyreodon och familjen brokparasitsteklar. Inga underarter finns listade i Catalogue of Life.